# Lynn Howells
Lynn Howells (Maerdy, 29 maggio 1950) è un allenatore di rugby a 15 ed ex rugbista a 15 gallese, in carriera attivo come terza linea ala, da allenatore è stato commissario tecnico del Galles e, dal 2012 al 2018, della Romania.

## Biografia
Nato a Maerdy, nel Distretto di Rhondda Lynn Howells cominciò a giocare nel Tylorstown RFC e poi nel Penygraig RFC. Notato dal Pontypridd vi giocò una sola stagione nel 1971.
Nel 1991 fu chiamato, dall'allora allenatore del Pontypridd Dennis John, a ricoprire la carica di assistente allenatore portando il Ponty alla vittoria nel campionato gallese. Nel frattempo, nel 1998, il C.T. del Galles Kevin Bowring lasciò la nazionale, a sostituirlo fu Dennis John il quale si affiancò proprio Howells. Pur continuando il rapporto con la nazionale anche con Graham Henry, dopo il Mondiale 1999 si trasferì a Cardiff RFC che portò alla vittoria del titolo nazionale.
Con Henry impegnato con i British and Irish Lions in Australia, Howells divenne allenatore della squadra nazionale per i tour del 2001 contro il Giappone. Al termine, Howells lasciò la nazionale e tornò al Pontypridd con cui raggiunse la finale di Challenge Cup 2001-02. Nel 2003 la Welsh Rugby Union riorganizzò le franchigie che partecipavano alla Celtic League così Pontypridd e Bridgend si fusero formando i Celtic Warriors e Howells fu nominato director of rugby della nuova squadra. L'esperienza terminò con il 4º posto nella Celtic League 2003-04 e il secondo posto nel girone dell'Heineken Cup 2003-04. Però il 1º giugno 2004 la franchigia venne sciolta.
Amareggiato e rimasto senza squadra si trasferì in Italia al Leonessa impegnata in Super 10. Non riuscì a mantenere la categorie e retrocesse. Il campionato di Serie A successivo sfiorò la promozione fermandosi in semifinale play-off. A settembre 2006 fu ingaggiato da Edimburgo ma a fine stagione fu esonerato a causa della riorganizzazione della franchigia che tornò sotto la gestione federale. Ormai liberato si sedette sulla panchina di Doncaster in National Division One terminando al quarto posto la stagione iniziale e mantenendosi a metà classifica nelle successive, fino al 2011 quando lasciò la società.
A gennaio 2012 fu selezionato come commissario tecnico della nazionale rumena. Con il secondo posto al Campionato europeo 2012-14 centrò l'obiettivo della qualificazione alla Coppa del Mondo 2015. La nazionale delle querce fu inserita nel girone D e portò a casa una vittoria con il Canada. Durante l'esperienza rumena, Howells fu anche allenatore della selezione di Bucarest che partecipava alla Chalenge Cup. Ricoprì tale ruolo per due stagioni.
Il Campionato europeo 2016-17 fu il trionfo della nazionale rumena nonostante una partenza negativa, riportando la Romania alla vittoria dell'Antim Cup contro i rivali della Georgia.
Il Campionato europeo 2017-18 fu meno soddisfacente e nonostante il secondo posto e quindi la qualificazione al Mondiali in Giappone conquistati sul campo, appena concluso, si dimise insieme a collaboratori Rob Moffat e Massimo Cuttitta.

## Palmarès

### Allenatore
- Welsh Premier Division: 1
Cardiff: 1999-00
- WRU Challenge Cup: 1
Pontypridd: 2002
- Campionato europeo : 1
Romania: 2016-17